# 平野佳寿
平野 佳寿（ひらの よしひさ、1984年3月8日 - ）は、京都府宇治市出身のプロ野球選手（投手）。右投右打。オリックス・バファローズ所属。

## 経歴

### プロ入り前
小学校3年時に少年野球チームの「小倉リトルズ」で軟式野球を始めると、捕手兼内野手としてプレー。主将も任された。宇治市立北宇治中学校への進学後に、軟式野球部で投手に転向。
京都府立鳥羽高校への進学後は、1年の秋からベンチ入り。野球部の1学年先輩に近澤昌志がいた。当時硬式野球部の監督だった卯瀧逸夫からエースになることを期待されていたが、腰痛に悩まされていたため、公式戦には3年春の京都府大会初戦を除いて救援で登板していた。ちなみに、公立高校の硬式野球部でありながら、チームは平野の2年時の春から3季連続で阪神甲子園球場の全国大会へ出場。2年夏の第82回全国高等学校野球選手権大会は腰痛のためベンチ外だったが、春は第72回選抜高等学校野球大会、第73回選抜高等学校野球大会と背番号11、10で2年連続出場した。登板は2年時の第72回選抜高等学校野球大会準決勝（対東海大学付属相模高校戦）のみで、中継ぎとして3回途中からマウンドに上がったが、3回1/3を投げ被安打6、失点9、自責点7と打ち込まれ1-11で敗戦した。
京都産業大学経営学部への進学後は、関西六大学野球のリーグ戦で2年時からエースとして活躍。在学中にはリーグ戦通算で56試合に登板。36勝11敗、防御率1.33、404奪三振という成績を残すとともに、最優秀選手に2回、最優秀投手に4回、ベストナインに4回選ばれた。36勝と404奪三振は、いずれも2018年秋季終了時点でのリーグ記録である。
大学4年時の2005年には、関西運動記者クラブから、第49回（平成17年度）関西スポーツ賞（個人の部）に選出。「大学ナンバーワンの右腕投手」という評価も受けていたことから、この年のNPB大学・社会人ドラフト会議希望枠でオリックス・バファローズに契約金1億円、出来高払い5000万円、年俸1500万円（金額は推定）という条件で入団した。背番号は「16」。入団会見では、「一軍公式戦で2桁勝利を挙げて新人王を獲得したい」と語った。なお、チームに同姓の平野恵一内野手がいたことから、2007年のシーズン終了後に平野恵一が阪神タイガースへ移籍するまでは、「平野佳」という略称がスコアボードや報道で用いられた。

### 第一次オリックス時代
2006年には、3月25日に西武ライオンズとの開幕カード第2戦（インボイスSEIBUドーム）8回裏に救援投手として一軍公式戦にデビュー。同月30日の対東北楽天ゴールデンイーグルス戦（フルキャストスタジアム宮城）で公式戦初先発・初勝利を記録し、4月6日の対千葉ロッテマリーンズ戦（大阪ドーム）では自身初の完封勝利を挙げた。さらに、前半戦に先発で6勝を挙げたことを背景に、オールスターゲームにもパシフィック・リーグ（パ・リーグ）の監督推薦選手として出場した。一軍公式戦全体では、松坂大輔（西武）に次ぐリーグ2位の10完投、4完封を記録。しかし、後半戦では1勝しか挙げられず、7勝11敗に終わった。
2007年には、先発投手として一軍公式戦27試合に登板し、7月24日の対北海道日本ハムファイターズ戦（京セラドーム大阪）と8月7日の対ロッテ戦（スカイマークスタジアム、無四球）で計2度の完封勝利を含む8勝を挙げた。防御率も前年の3.81から3.72に改善させる一方で、リーグ2位の18被本塁打やリーグワーストの13敗を記録した。
2008年には、公式戦の開幕直前に右肘痛を発症。後の検査で遊離軟骨（骨の断片が肘に入っている状態）であることが判明したため、3月27日に遊離軟骨の除去手術を受けた。その影響でシーズンの大半をリハビリに充てたため、一軍での登板の機会はなかった。
2009年には、一軍の開幕ローテーションへ復帰。先発で公式戦1試合に登板したが、後に逆流性食道炎を発症したことから、4月11日に出場選手登録を抹消された。5月24日に一軍に昇格し同日の読売ジャイアンツ戦（東京ドーム）に先発。6回1失点という内容で、一軍公式戦では2007年9月30日の対埼玉西武ライオンズ戦（京セラドーム大阪）以来602日ぶりの勝利を挙げた。次に先発で登板した5月31日の対横浜ベイスターズ戦では、2007年8月7日の対ロッテ戦（いずれもスカイマークスタジアム）以来662日ぶりの完封勝利を記録。しかし、一軍公式戦全体では3勝12敗、防御率4.72に終わった。
2010年には、一軍監督へ就任した岡田彰布の方針で、先発から中継ぎに転向（詳細後述）。一軍公式戦63試合の登板で防御率1.67、39ホールドポイントという好成績を残すとともに、パ・リーグの救援投手では最も多い101三振を奪った。また、パ・リーグの監督推薦選手として、オールスターゲームへ4年ぶりに出場した。
2011年にはパ・リーグの投手で最も多い72試合に登板。前年とほぼ同じ投球回数（83.2回）で99三振を奪い、セットアッパーとして43ホールド・49ホールドポイント（いずれもリーグ新記録）を挙げ、最優秀中継ぎ投手のタイトルを獲得。パ・リーグの特別表彰も受賞した。また、オールスターゲームにも、パ・リーグの監督推薦選手として2年連続で出場した。シーズン終了後の12月に、2009年頃から交際していたゴルフ場勤務の女性と結婚。
2012年には、シーズン開幕前の3月10日に東京ドームで催された東日本大震災復興支援ベースボールマッチで、プロ入り後初めて日本代表に選出され、8回表に登板しチャイニーズタイペイ打線を相手に、1イニングを無失点に抑えた。シーズンではパ・リーグ3位の70試合に登板。チーム2位の7勝、防御率2.15を挙げた。シーズン終盤にクローザーへ転向し9セーブを記録。また、投球回数79.2回で80三振を奪ったことから、3年連続で投球回数を上回る奪三振数を記録した。
2013年には、阪神から平野恵一が復帰したことに伴って、平野恵一が現役を引退する2015年まで「平野佳」の表記を再び使用した。シーズンでは、クローザーとして一軍公式戦60試合に登板。2勝5敗で自身4シーズンぶりの負け越しに至ったものの、パ・リーグ2位の31セーブを記録したほか、9ホールドを挙げた。
2014年には、一軍公式戦62試合に登板。シーズン40セーブのパ・リーグ新記録（当時）を樹立。1勝6敗ながら、最多セーブのタイトルを初めて獲得した。なお、シーズン中に国内FA権の資格要件を満たしたが、シーズン終了後に球団との間で3年契約を結んだ。
2015年には、故障によって実戦に登板しなかった2008年を除いて、プロ入り後初めての一軍公式戦未勝利でシーズンを終了。シーズン中には、一軍公式戦で救援失敗が相次いだ影響で、中継ぎへの再転向や二軍調整も経験。結局、一軍公式戦では33試合の登板で、3敗12セーブ10ホールド、防御率4.06に留まった。
2016年には、球団がクローザー候補としてエリック・コーディエを獲得したことから、コーディエにつなぐセットアッパーとして、一軍公式戦の開幕を迎えた。しかし、コーディエに救援の失敗が相次いだことを背景に、5月からクローザーへ復帰。6月18日の対広島東洋カープ戦（MAZDA Zoom-Zoom スタジアム広島）では、前日12回裏の比嘉幹貴に続いて、9回裏に鈴木誠也からサヨナラ本塁打を打たれた。それでも、7月から2か月間の登板試合で無失点を続けた結果、通算58試合の登板でリーグ2位の31セーブと防御率1点台（1.92）でシーズンを終えた。
2017年には、春季キャンプ前の1月24日に、第4回ワールド・ベースボール・クラシック（WBC）の日本代表へ選出された。投手では最後の選出であったが、同大会では秋吉亮と並んでチーム最多の6試合に登板し、通算投球回数（5回1/3）を上回る7三振を奪った。シーズンでは一軍公式戦の開幕からクローザーに起用されたが、7月上旬から中旬までの登板試合で3度のサヨナラ負けを経験。7月21日の対楽天戦（Koboパーク宮城）で3度目のサヨナラ負けを喫したことを機に、平野自身が再調整を希望したため、翌22日付で出場選手登録を抹消された。8月10日から一軍に復帰すると、同日の対西武戦（京セラドーム）9回表の救援登板で、2年連続・自身4度目の一軍公式戦シーズン20セーブを達成。さらに、8月27日にメットライフドームで催された同カードでシーズン23個目のセーブを挙げたことによって、NPB史上13人目の一軍公式戦通算150セーブを達成した。一軍公式戦全体では、前年に続いて58試合へ登板。3勝7敗と大きく負け越しながら、セーブ数を29まで伸ばしてシーズンを終えた。

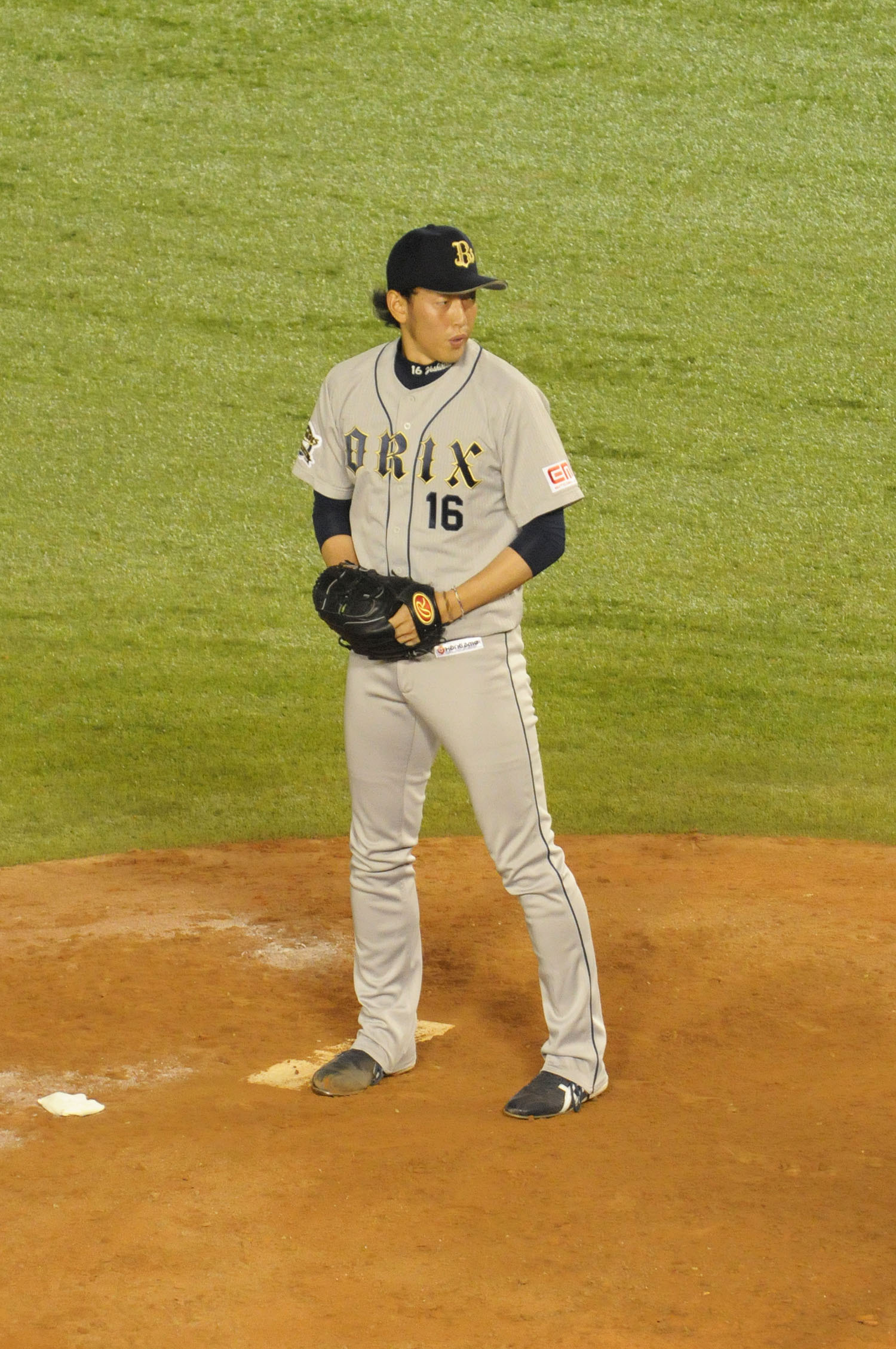
第一次オリックス・バファローズ時代（2011年）

2017年シーズンでオリックスとの3年契約が満了したため、シーズン終了後には、11月7日付で海外FA権の行使をNPBに申請した。MLB球団への移籍を視野に入れた行使で、申請の前には、イチローなどの代理人を務めるジョン・ボッグスと契約。オリックス球団がFA権行使後の残留を認めていることから、MLB球団との契約へ至らなかった場合に、オリックスとの間で複数年契約を再び結ぶ意向も示していた。しかし実際には、WBC本大会での投球内容に対する高い評価などを背景に、MLBの複数球団から獲得を打診された。

### ダイヤモンドバックス時代
2017年12月22日にMLBのアリゾナ・ダイヤモンドバックスが、平野との間で2年契約の締結に合意したことを発表した。背番号は、この年のWBC日本代表でも着用していた「66」。平野自身は発表の時点で日本に滞在していたため、同月26日にオリックス球団主催の記者会見で契約の締結を報告した。
2018年には、3月29日に本拠地のチェイス・フィールドで開かれたコロラド・ロッキーズとのMLB開幕戦で、7回表に救援投手として公式戦にデビュー。後にセットアッパーへ定着すると、5月6日の対ヒューストン・アストロズ戦から、7月3日の対セントルイス・カージナルス戦（いずれもチェイス・フィールド）までの26登板試合連続で無失点を記録した。この無失点記録は、上原浩治がボストン・レッドソックス時代の2013年に達成した27登板試合連続記録に次ぐ長さで、MLB公式戦への登板経験がある日本人投手としては歴代2位に当たる。開幕からクローザーを務めてきたブラッド・ボックスバーガーの不調を背景に、9月中旬からはクローザーに転向。転向後初めて登板した同月11日の対コロラド・ロッキーズ戦（クアーズ・フィールド）で、MLB公式戦初セーブを挙げた。レギュラーシーズンのMLB公式戦には、通算75試合の登板で、4勝3敗、防御率2.44、ナショナル・リーグ3位の32ホールドを記録。オリックス時代のパ・リーグ公式戦におけるレギュラーシーズン自己最多登板記録（2011年の72試合）を上回ったばかりか、日本人メジャーリーガーとしてのレギュラーシーズン最多登板記録を達成するとともに、クローザーとして3セーブを挙げた。この活躍に対して、全米野球記者協会（WBAAA）のアリゾナ支部では、レギュラーシーズン終盤の9月25日に平野を「ダイヤモンドバックス新人王」へ選出。ポストシーズン終了後にWBAAAが全米規模で実施したナ・リーグ新人王の記者投票でも、選考対象の1つである3位票で1票を得た。
2019年には、ロッキーズから移籍したグレッグ・ホランドがクローザーに起用されたことから、前年に続いてセットアッパーとしてレギュラーシーズンをスタート。シーズンの序盤に救援の失敗が相次いだことや、右肘の炎症で8月17日から9月8日まで故障者リストに入っていた影響で、5勝5敗1セーブ16ホールド、防御率4.75と前年の成績を下回った。その一方で、5月30日の対ロッキーズ戦（クアーズフィールド）でMLB公式戦通算100試合登板を達成したほか、シーズン通算でも62試合に登板。この年で2年契約を満了したことから、契約時の条件に沿って、10月31日付でFAの対象選手になった。FA公示後のMLBウインターミーティングでは、再契約を求めるダイヤモンドバックスに加えて、平野の獲得を目指す他球団（シアトル・マリナーズなど5球団）の関係者がボッグスと接触。2019年内には所属球団が決まらなかったものの、平野自身はNPBへ復帰せず、MLBで現役生活を続ける意向を示していた。

### マリナーズ時代
2020年1月30日に、シアトル・マリナーズとの契約で合意したことが発表された。クローザーへの起用を見越した推定年俸160万ドルの単年契約で、オプション条項として、登板数に連動した出来高制のボーナスを受け取れる条項、トレードで他球団へ移籍した際にマリナーズから25万ドルの手当を受け取れる条項、マイナーリーグへの降格を拒否できる条項などが付いた。背番号は、日本人メジャーリーガーでは初めての「6」。
移籍後は春季キャンプに参加していたが、アメリカ国内における新型コロナウイルス感染拡大の影響でキャンプが中断された3月中旬以降は、自宅のあるアリゾナ州で自主練習に専念。7月3日からのキャンプ再開を前に新型コロナウイルスのPCR検査を受診したところ、球団は10日付で、実名を伏せながらチームから3選手の感染が確認されたことを発表した。平野自身も、キャンプの再開後からグラウンドに姿を見せないまま、14日付で故障者リストに登録。登録の際には理由や期間が公表されていなかったが、共同通信の特派員による翌15日の取材に対して、PCR検査で陽性反応を示していたことを明かした。後に2度の検査で陰性が確認されたため、18日からキャンプに合流。結局、レギュラーシーズンの開幕から約1か月後の8月22日に、本拠地のT-モバイル・パークで開かれた対テキサス・レンジャーズ戦で移籍後初登板を果たした。同月25日の対サンディエゴ・パドレス戦（ペトコ・パーク）で移籍後初セーブ、9月5日の対レンジャーズ戦（T-モバイル・パーク）で移籍後初ホールドを記録。チームのレギュラーシーズン最終戦であった9月27日の対オークランド・アスレチックス戦（コロンビア・パーク）でシーズン唯一の黒星が付いたものの、シーズン全体では13試合の登板で、防御率5.84ながら4セーブを記録した。契約期間の満了を機に、シーズン終了後の11月1日付でFAへ移行。移行当初はメジャー契約によるMLBでの現役続行を望んでいて、代理人のボックスも、12月の中旬までに6球団から接触があったことを明かしていた。
もっとも、2020年のMLBでは、どの球団もいわゆる「コロナ禍」の影響で収益が前年から減少。その影響で対面形式のウィンター・ミーティングが中止されるなど、FA市場が全体に冷え込んでいることもあって、ボックスの下には平野に対するマイナー契約の正式なオファーすら届かなかった。
その一方で、MLB球団への在籍中も平野との接触を続けてきたオリックスは、2020年の終盤から平野の復帰に向けて調査を開始。2021年に入っても平野の所属先が決まらなかったことを踏まえて、1月の下旬に平野へ正式にオファーを出したところ、2月5日に平野から復帰の意思を伝えられた。

### 第二次オリックス時代
2021年2月6日に、オリックスとの契約へ合意したことが正式に発表された。推定年俸1億5000万円に出来高分を加えた1年契約で、背番号については、オリックスがMLBへの在籍中に空き番号として扱ってきた「16」を再び着用する。
2021年2月8日付で、NPBから支配下登録選手として公示。同月10日に春季キャンプ地の宮崎市内で開かれた入団記者会見に「気合を込めた」という丸刈り頭で登場すると、契約期間が満了する2022年以降のMLB再挑戦を全く考えていないことを明言した。さらに、オリックスへの復帰に至った経緯も説明。「オリックス（の球団関係者）には、MLBへ移ってからも、1年目から何かと気に掛けていただいた。『MLBで現役生活を続けたい』という気持ちはもちろんあったが、『オリックスへ戻るなら（MLBのFA市場が停滞している）このタイミング』という気持ちへ変わりつつあったので、コロナ禍で厳しい状況のなか（自分を）快く迎えてくれたことに感謝している。『（オリックスへの恩は）優勝でしか返せない』と思うので、身体がボロボロになるまで、オリックス優勝のために頑張りたい。そして、（自分のような30代後半の）『オジサン』が若い子（若手選手）へ負けないように頑張っているところを、日本のファンの皆さんに見てもらいたい」との抱負を述べた。
春季キャンプ中に再入団が決まったことから、2月12日にはブルペンでの調整を開始。オープン戦5試合の登板を経て、レギュラーシーズンの開幕一軍入りを果たした。3月26日の西武との開幕戦（メットライフドーム）で8回表に登板したことによって、NPB/MLB公式戦通算700試合登板を達成。4月8日の対ロッテ戦（ZOZOマリンスタジアム）では、4点リードの9回裏二死満塁で登板すると、荻野貴司を6球で凡退させたことによってNPB公式戦1286日ぶりのセーブを挙げた。後に首を痛めたため、同月16日付で出場選手登録を抹消。当初は最短での一軍復帰を目指していたが、調整の途中で同じ個所を再び痛めたことから、実戦での再登板は5月下旬にまで持ち越された。セ・パ交流戦で一軍のクローザーへ復帰すると、登板した6試合をすべて無失点で凌ぎながら4セーブを記録。レギュラーシーズン全体では、一軍公式戦46試合の登板で1勝3敗、29セーブ、3ホールド、防御率2.30を記録するとともに、オリックスとしては1996年以来25年ぶりのパ・リーグ優勝へ貢献した。ポストシーズンでは、ロッテとのCSファイナルステージ第2戦（11月11日）で9回表に登板すると、CSとしては2014年以来自身7年ぶりのセーブを記録。東京ヤクルトスワローズとの日本シリーズには、11月25日の第5戦（東京ドーム）9回裏と、同月27日の第6戦（ほっともっとフィールド神戸）延長10回表に登板した。日本シリーズでの登板はプロ16年目にして初めてであったが、2試合とも1イニングを無失点に抑えていて、第5戦ではシリーズ初セーブを挙げている。チームは第6戦で延長12回の末に日本シリーズ制覇を逃したものの、自身は12月16日に推定年俸2億円（前年から5000万円増）という条件で契約を更改。更改後の記者会見では、「（オリックスでもMLBでも）優勝したことがなかったので、『優勝する』という一番の目標を達成できただけでも、オリックスに帰ってきて良かった」と述懐した。
2022年には、4月26日の対日本ハム戦（東京ドーム）でリーグトップ（7個目）のセーブを挙げたことによって、NPB/MLB公式戦での通算セーブ数が200に達した。日本人の投手としては6人目の記録だが、NPBからMLBを経てNPBへの復帰後に到達した投手は平野が初めてである。さらに、6月2日の対DeNA戦（横浜）で、NPB史上7人目の一軍公式戦通算200セーブを史上最年長の38歳2か月で達成した。椋木蓮が先発した7月20日の対日本ハム戦（京セラドーム大阪）では、椋木が2点リードの9回表二死から代打・佐藤龍世の安打で「新人投手によるノーヒットノーラン」（日本プロ野球公式戦史上2人目の記録）の達成を逃したことを受けて急遽登板。後続の3番打者・近藤健介に粘られながらも9球で凡退させたことによって、一軍公式戦での登板が2試合目だった椋木を2連勝に導くとともに、自身にもシーズン24個目のセーブが付いた。翌21日の同カードでリーグトップの25セーブを挙げたものの、後に体調を崩したことから、オールスターゲーム前最後のリーグ戦を控えていた24日にいわゆる「特例2022」で出場選手登録を抹消。オールスターゲームには選出されていなかったが、翌25日に受診した球団の定期PCR検査で、椋木と共に新型コロナウイルスへ感染していることが確認された。所轄の保健所から指定された期間での療養と、8月4日からの練習再開を経て、同月10日からクローザーとして一軍に復帰。9月13日の対楽天戦（楽天生命パーク）延長11回裏の登板を無失点で凌いだところ、シーズン8個目のホールドが付いた（試合は延長12回の末に3対3で引き分け）。平野にとってはNPB公式戦150個目のホールドで、前日（12日）までにNPBの公式戦だけで213個のセーブを挙げていたことと相まって、パ・リーグの球団に所属する投手では初めて（セ・リーグを含めれば藤川球児に次いでNPB2人目）の「同一投手による公式戦通算150ホールドと通算200セーブ」という記録の達成に至った。レギュラーシーズン通算では、チーム最多の登板数（48試合）でリーグ3位の28セーブを記録するなど、チームのリーグ2連覇に貢献。もっとも、コンディション不良や「救援投手の連投を2試合までに限る」というチームの方針などを背景に、8月以降はジェイコブ・ワゲスパック（この年に先発要員として入団後に救援へ転向した右投手）や阿部翔太（入団2年目でこの年から一軍に定着した右投手）と交互にクローザーを務めていた。チームは前年に続いてCSファイナルステージの突破を経てヤクルトとの日本シリーズに臨んだものの、自身はファイナルステージ4試合中1試合にしか登板せず、10月22日の日本シリーズ第1戦（神宮）では1点ビハインド（8回裏）の登板で村上宗隆にソロ本塁打を打たれてシリーズ初失点を喫した。その一方で、チームは1勝2敗（1分）で窮地に立たされていた10月27日の日本シリーズ第5戦（京セラドーム大阪）で、1点を勝ち越された6回表の途中から7回表の終了まで阿部、8回表に平野、9回表にワゲスパックを相次いで投入。3人の「日替わりクローザー」がいずれも無失点で凌いだ末に、京セラドーム大阪におけるシーズン最終戦を、吉田正尚の2点本塁打によるサヨナラ勝利で締めくくった。さらに、このシリーズで最後に登板した第6戦（10月29日）において、シリーズ初ホールドを記録。翌30日の第7戦（いずれも神宮）では登板の機会がなかったものの、チームの勝利（通算成績4勝2敗1分）によって日本シリーズの制覇を初めて経験した。さらに、その後の契約交渉で複数年契約によるチームへの残留を要望したところ、球団側も快諾。12月7日には、推定年俸2億2000万円（前年から2000万円増）をベースに、出来高などによって年俸が変動する2年契約を新たに結んだ。
2023年には、4月28日の対ロッテ戦で、NPB/MLB公式戦通算800試合登板とシーズン初ホールドを記録した。5月14日の対ソフトバンク戦（いずれも京セラドーム大阪）で、シーズン2個目のホールドを記録。このホールドによって、前年（2022年）の通算セーブ数に続いて、NPB/MLB公式戦通算のホールド数が200に到達した。NPB一軍公式戦での登板実績を持つ投手が、公式戦で200セーブと200ホールドを記録した事例は、NPBの公式戦にのみ登板した投手を含めても平野が初めてである。その後は、9月中旬に体調不良から感染拡大防止特例2023が適用されたものの、クローザーとしてチームのパ・リーグ3連覇に大きく貢献した。さらに、3連覇決定後の10月2日には、京セラドーム大阪での対日本ハム戦でシーズン29個目のセーブを記録。このセーブによって、日本プロ野球名球会への入会条件であるNPB/MLB公式戦通算250セーブ（史上4人目の記録）を、歴代最年長の39歳6か月で達成した。パ・リーグのチームに所属する選手の250セーブは史上初の快挙である。オリックス球団への在籍中に名球会への入会資格を得た選手は、打者を含めても平野が初めてである。
2024年は開幕から8試合登板で無失点、1勝6セーブ1ホールドと好調だったが、4月24日の対西武戦3-0の9回表に登板し3失点で救援失敗。しかし次の登板となった同月28日対日本ハム戦でセーブを挙げ、NPB通算250セーブまであと1つとするも、次の5月1日対ロッテ戦では安達了一の1イニング3失策もあり5失点（自責点0）でシーズン初敗戦を喫すると、3日に登録抹消。同月17日に再登録されたが、19日の対楽天戦2-0の9回表に登板するも被安打4与四球1で2失点し 、同月22日に登録抹消され、そのままシーズン終了まで1軍登録されることなくシーズンを終える。
2025年、開幕から2試合目の登板となった4月3日対ロッテ戦でNPB通算250セーブを達成。しかし自身通算700試合の節目となった同月9日の対ソフトバンク戦、6-5と1点リードの9回表に登板した際は、山川穂高に逆転3点本塁打を喫するなどし敗戦投手となり、前年から続くチームの対ソフトバンク戦の連敗も10に伸びる。

## 投球スタイル
| 球種         | 配分 | 平均球速 | 平均球速 |
| 球種         | %    | mph      | km/h     |
| ------------ | ---- | -------- | -------- |
| スプリット   | 54.4 | 82.1     | 132.1    |
| フォーシーム | 45.2 | 89.9     | 144.6    |

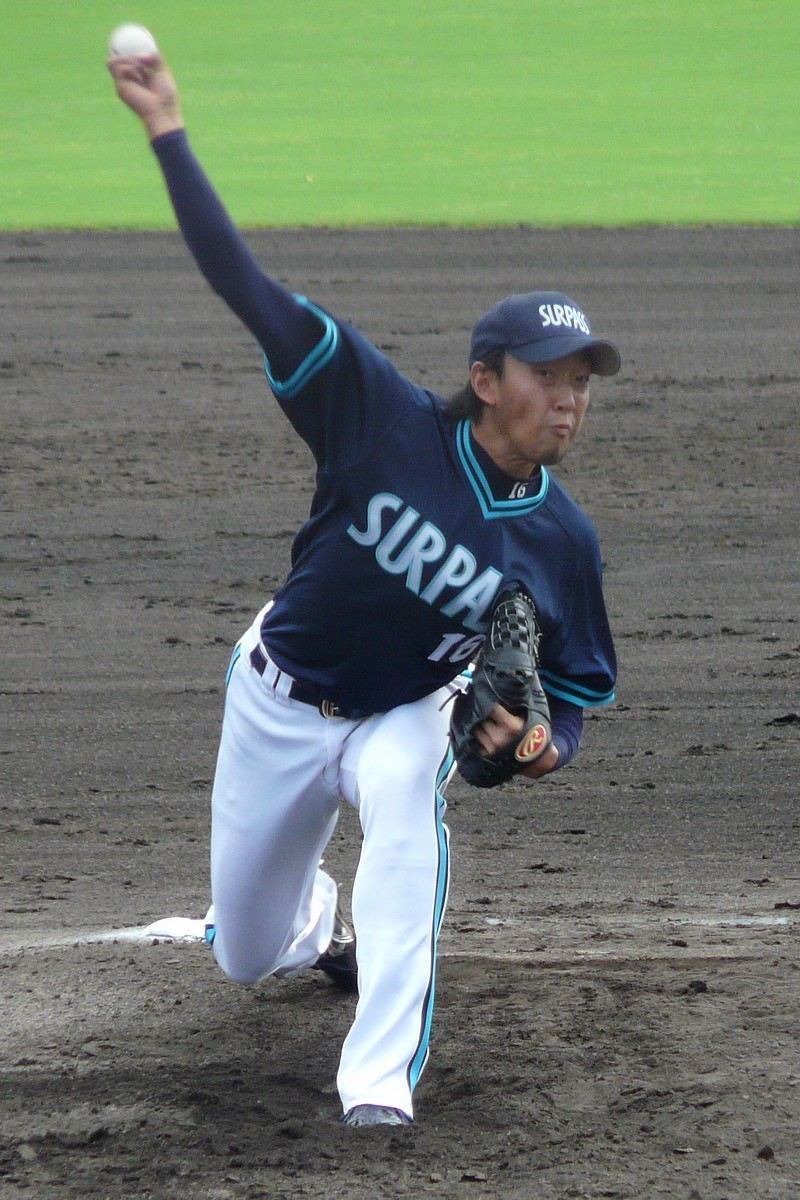
平野の投球フォーム（オリックス二軍のサーパス時代）

スリークォーターから平均球速約148km/h、最速156km/hのストレートに、フォークボール、スライダー、カーブを投げる。変化球で特筆すべきはフォークボールで、鋭い変化と大きな落差で空振りを奪う決め球に使われることが多い。
オリックスへの入団5年目（2009年）に3勝12敗を喫するまでは、先発主体の登板で、スライダーやカーブも織り交ぜていた。しかし、オリックスのOBでこの年のシーズン終了後に一軍監督へ就任した岡田彰布が、平野を入団以来先発へ専念させてきた歴代首脳陣の起用法を問題視。平野以上に先発で伸び悩んでいた藤川球児をセットアッパーとして大成させるなど、「勝利の方程式」の確立に尽力していた阪神一軍監督時代の経験を背景に、平野をリリーフへ転向させることを決断した。岡田以降の監督も、MLB時代を含めて、この決断を事実上踏襲。平野自身は、リリーフへの転向後を機に、ストレートとフォークボールにほぼ絞りながら配球を組み立てている。
投手の制球力を示す指標の1つK/BB（奪三振÷与四球）では、リリーフに転向して以降、2010年3.60、2011年5.82、2012年16.00、2013年5.07になっており、特に2012年シーズンでは79回2/3を投げて、四球はわずかに5しか与えていない。MLB球団のスカウトからは、2014年の時点で、「四球が少なく、三振を奪えることが最大の魅力」と評価。
連投やイニング跨ぎなどの過酷な登板にも耐えられるほどの体力の持ち主で、故障が少ない一方で、三振以外のアウトにゴロが多いことも特徴。本拠地のチェイス・フィールドがバッターズ・フィールド（打球が飛びやすい環境で打者に有利な球場）であるダイヤモンドバックスが平野の獲得に踏み切ったのは、MLBの投手には珍しくフォークボールを勝負球に使うことに加えて、打球に占めるゴロアウトの比率が高いことにもよるとされている。
技術だけでなく精神面でも評価されている。度々、OBや同僚からも強靭なメンタルの持ち主と名前が出る。中嶋監督も適性があると絶賛している。
ただし、平野自身は「（救援を失敗しても）『あまり動じていない』『ケロッとしている』と言われるが、そうではない。ピンチで行って打たれるとガクッとなり、引きずりまくっている。何回も失敗してきたが、失敗しても気持ちは切り替えられない。次の日に抑えたら前日のことが忘れられる。それでこの世界で生きてこられた」と語っている。

## 人物
主な愛称は「ピッペン（プロバスケットボール選手のスコッティ・ピッペンに似ていることから）」。
座右の銘は「一所懸命」。これはアマチュア時代の監督の教えからの影響である。
自身をプロ野球選手の立ち位置としては「地味」な立場であると認識しており、「派手な人ばっかりじゃない。地道にやっている方もたくさんいる。僕もその1人なんだと。今、野球をやっている子たちも、夢を諦めないとか、補欠だけど、どこで花咲くか分からないよ、っていうのを理解してもらえればいいかな」という心情をインタビューで語っている。
プライドの高い性格でもあり、実家の母親への電話は自身が打たれて負けた試合の言い訳がほとんどだという。また、自身が打たれた翌日の新聞には目を通さない主義であると語っている。
第一次オリックス時代の2010年には、リリーフ転向1年目にして、一軍公式戦63試合に登板。秋季練習の終了後から自主トレーニングの開始までは、投球練習を一切せずに、3か月近く休養に専念した。この年に57試合へ登板した岸田護と共に、当時の監督だった岡田彰布から、秋季練習の最終日に「明日からフリーや。2月1日（のキャンプイン）に合わせろ」と言われたことによる。登板過多による疲労の蓄積に配慮した発言であったが、岸田曰く「（岡田から『フリー』と言われたので）平野と申し合わせて本当に何もせずに（翌2011年の）自主トレーニングから投げ始めたところ、春季キャンプの途中まで右肩の痛みに悩まされた」という。平野は大事に至らないまま前年を上回る72試合に登板できたものの、春季キャンプの途中まで岸田と同じ状況に陥っていたため、その反省からオフシーズンには2009年までと同様にトレーニングを優先。2021年春季キャンプ中のオリックス復帰に際しても、去就が決まらない時期から、例年と変わらぬペースでトレーニングを続けていたという。本人によれば、「投げることで不安になるなら、投げない。投げずに不安になるなら、投げる。（2010年のオフシーズンのように）休んで良かった点もあるとは思うが、体と心のバランスを取りながら、心に不安のない状態で（野球を）やれることこそ大事」とのことである。

## 詳細情報

### 年度別投手成績
| 年 度     | 球 団      | 登 板 | 先 発 | 完 投 | 完 封 | 無 四 球 | 勝 利 | 敗 戦 | セ 丨 ブ | ホ 丨 ル ド | 勝 率 | 打 者 | 投 球 回 | 被 安 打 | 被 本 塁 打 | 与 四 球 | 敬 遠 | 与 死 球 | 奪 三 振 | 暴 投 | ボ 丨 ク | 失 点 | 自 責 点 | 防 御 率 | W H I P |
| --------- | ---------- | ----- | ----- | ----- | ----- | -------- | ----- | ----- | -------- | ----------- | ----- | ----- | -------- | -------- | ----------- | -------- | ----- | -------- | -------- | ----- | -------- | ----- | -------- | -------- | ------- |
| 2006      | オリックス | 26    | 24    | 10    | 4     | 0        | 7     | 11    | 0        | 0           | .389  | 730   | 172.1    | 182      | 12          | 39       | 2     | 6        | 105      | 3     | 2        | 82    | 73       | 3.81     | 1.28    |
| 2007      | オリックス | 27    | 26    | 2     | 2     | 1        | 8     | 13    | 0        | 0           | .381  | 710   | 171.2    | 172      | 18          | 28       | 0     | 5        | 124      | 1     | 0        | 75    | 71       | 3.72     | 1.17    |
| 2009      | オリックス | 20    | 18    | 2     | 1     | 0        | 3     | 12    | 0        | 0           | .200  | 495   | 114.1    | 129      | 14          | 38       | 0     | 0        | 91       | 2     | 0        | 60    | 60       | 4.72     | 1.46    |
| 2010      | オリックス | 63    | 0     | 0     | 0     | 0        | 7     | 2     | 2        | 32          | .778  | 334   | 80.2     | 67       | 4           | 28       | 1     | 1        | 101      | 3     | 0        | 19    | 15       | 1.67     | 1.18    |
| 2011      | オリックス | 72    | 0     | 0     | 0     | 0        | 6     | 2     | 2        | 43          | .750  | 317   | 83.2     | 48       | 4           | 17       | 2     | 2        | 99       | 5     | 0        | 18    | 18       | 1.94     | 0.78    |
| 2012      | オリックス | 70    | 0     | 0     | 0     | 0        | 7     | 4     | 9        | 21          | .636  | 307   | 79.2     | 65       | 4           | 5        | 1     | 2        | 80       | 6     | 0        | 21    | 19       | 2.15     | 0.88    |
| 2013      | オリックス | 60    | 0     | 0     | 0     | 0        | 2     | 5     | 31       | 9           | .286  | 258   | 62.2     | 57       | 2           | 14       | 0     | 1        | 71       | 1     | 0        | 16    | 13       | 1.87     | 1.13    |
| 2014      | オリックス | 62    | 0     | 0     | 0     | 0        | 1     | 6     | 40       | 8           | .143  | 238   | 60.1     | 52       | 6           | 13       | 0     | 0        | 70       | 1     | 1        | 23    | 23       | 3.43     | 1.08    |
| 2015      | オリックス | 33    | 0     | 0     | 0     | 0        | 0     | 3     | 12       | 10          | .000  | 136   | 31.0     | 29       | 4           | 14       | 0     | 1        | 39       | 5     | 0        | 14    | 14       | 4.06     | 1.39    |
| 2016      | オリックス | 58    | 0     | 0     | 0     | 0        | 4     | 4     | 31       | 8           | .500  | 237   | 61.0     | 44       | 2           | 16       | 0     | 1        | 57       | 4     | 0        | 13    | 13       | 1.92     | 0.98    |
| 2017      | オリックス | 58    | 0     | 0     | 0     | 0        | 3     | 7     | 29       | 8           | .300  | 240   | 57.1     | 57       | 5           | 16       | 0     | 1        | 47       | 2     | 0        | 19    | 17       | 2.67     | 1.27    |
| 2018      | ARI        | 75    | 0     | 0     | 0     | 0        | 4     | 3     | 3        | 32          | .571  | 262   | 66.1     | 49       | 6           | 23       | 4     | 2        | 59       | 6     | 1        | 22    | 18       | 2.44     | 1.09    |
| 2019      | ARI        | 62    | 0     | 0     | 0     | 0        | 5     | 5     | 1        | 15          | .500  | 233   | 53.0     | 51       | 7           | 22       | 2     | 3        | 61       | 2     | 0        | 31    | 28       | 4.75     | 1.38    |
| 2020      | SEA        | 13    | 0     | 0     | 0     | 0        | 0     | 1     | 4        | 1           | .000  | 63    | 12.1     | 18       | 2           | 8        | 0     | 1        | 11       | 0     | 0        | 9     | 8        | 5.84     | 2.11    |
| 2021      | オリックス | 46    | 0     | 0     | 0     | 0        | 1     | 3     | 29       | 3           | .250  | 163   | 43.0     | 30       | 4           | 9        | 0     | 0        | 37       | 1     | 0        | 11    | 11       | 2.30     | 0.91    |
| 2022      | オリックス | 48    | 0     | 0     | 0     | 0        | 3     | 2     | 28       | 8           | .600  | 175   | 46.0     | 25       | 3           | 12       | 0     | 2        | 42       | 1     | 0        | 8     | 8        | 1.57     | 0.80    |
| 2023      | オリックス | 42    | 0     | 0     | 0     | 0        | 3     | 2     | 29       | 5           | .600  | 167   | 40.0     | 36       | 1           | 13       | 0     | 0        | 24       | 1     | 0        | 5     | 5        | 1.13     | 1.23    |
| 2024      | オリックス | 12    | 0     | 0     | 0     | 0        | 1     | 1     | 7        | 1           | .500  | 58    | 10.2     | 19       | 1           | 5        | 0     | 0        | 11       | 0     | 0        | 10    | 5        | 4.22     | 2.25    |
| NPB：15年 | NPB：15年  | 697   | 68    | 14    | 7     | 1        | 56    | 77    | 249      | 156         | .421  | 4565  | 1114.1   | 1012     | 84          | 267      | 6     | 22       | 998      | 36    | 3        | 394   | 365      | 2.95     | 1.15    |
| MLB：3年  | MLB：3年   | 150   | 0     | 0     | 0     | 0        | 9     | 9     | 8        | 48          | .500  | 558   | 131.2    | 118      | 15          | 53       | 6     | 6        | 131      | 8     | 1        | 62    | 54       | 3.69     | 1.30    |

- 2024年度シーズン終了時
- 各年度の太字はリーグ最高

### WBCでの投手成績
| 年 度 | 代 表 | 登 板 | 先 発 | 勝 利 | 敗 戦 | セ ｜ ブ | 打 者 | 投 球 回 | 被 安 打 | 被 本 塁 打 | 与 四 球 | 敬 遠 | 与 死 球 | 奪 三 振 | 暴 投 | ボ ｜ ク | 失 点 | 自 責 点 | 防 御 率 |
| ----- | ----- | ----- | ----- | ----- | ----- | -------- | ----- | -------- | -------- | ----------- | -------- | ----- | -------- | -------- | ----- | -------- | ----- | -------- | -------- |
| 2017  | 日本  | 6     | 0     | 1     | 0     | 0        | 19    | 5.1      | 2        | 0           | 1        | 0     | 0        | 7        | 0     | 0        | 2     | 2        | 3.38     |

### 年度別守備成績
| 年 度 | 球 団      | 投手（P） | 投手（P） | 投手（P） | 投手（P） | 投手（P） | 投手（P） |
| 年 度 | 球 団      | 試 合     | 刺 殺     | 補 殺     | 失 策     | 併 殺     | 守 備 率  |
| ----- | ---------- | --------- | --------- | --------- | --------- | --------- | --------- |
| 2006  | オリックス | 26        | 11        | 36        | 3         | 2         | .940      |
| 2007  | オリックス | 27        | 8         | 36        | 1         | 3         | .978      |
| 2009  | オリックス | 20        | 11        | 19        | 0         | 1         | 1.000     |
| 2010  | オリックス | 63        | 6         | 13        | 1         | 0         | .950      |
| 2011  | オリックス | 72        | 0         | 13        | 0         | 0         | 1.000     |
| 2012  | オリックス | 70        | 4         | 13        | 0         | 1         | 1.000     |
| 2013  | オリックス | 60        | 1         | 15        | 1         | 1         | .941      |
| 2014  | オリックス | 62        | 1         | 11        | 0         | 2         | 1.000     |
| 2015  | オリックス | 33        | 2         | 6         | 0         | 0         | 1.000     |
| 2016  | オリックス | 58        | 2         | 12        | 0         | 2         | 1.000     |
| 2017  | オリックス | 58        | 3         | 17        | 1         | 2         | .952      |
| 2018  | ARI        | 75        | 3         | 8         | 0         | 2         | 1.000     |
| 2019  | ARI        | 62        | 3         | 7         | 1         | 1         | .909      |
| 2020  | SEA        | 13        | 0         | 3         | 0         | 1         | 1.000     |
| 2021  | オリックス | 46        | 1         | 9         | 0         | 2         | 1.000     |
| 2022  | オリックス | 48        | 3         | 11        | 1         | 0         | .933      |
| 2023  | オリックス | 42        | 3         | 7         | 0         | 0         | 1.000     |
| 2024  | オリックス | 12        | 1         | 3         | 0         | 0         | 1.000     |
| NPB   | NPB        | 697       | 57        | 221       | 8         | 16        | .972      |
| MLB   | MLB        | 150       | 6         | 18        | 1         | 4         | .960      |

- 2024年度シーズン終了時
- 各年度の太字はリーグ最高

### タイトル
- 最多セーブ投手：1回（2014年）
- 最優秀中継ぎ投手：1回（2011年）

### 表彰
- パ・リーグ特別表彰：2回（2011年、2014年） ※2011年は当時のリーグ記録の43ホールド・49ホールドポイント、2014年は当時のリーグ記録の40セーブを記録を称えて
- 関西スポーツ賞 特別賞（2023年[112]）

### 記録

#### NPB
初記録
投手記録
- 初登板：2006年3月26日、対西武ライオンズ2回戦（インボイスSEIBUドーム）、8回裏に5番手で救援登板、高木浩之に右前安打を許し降板[113]
- 初先発登板・初勝利・初先発勝利：2006年3月30日、対東北楽天ゴールデンイーグルス3回戦（フルキャストスタジアム宮城）、7回無失点[114]
- 初奪三振：同上、1回裏に礒部公一から見逃し三振[114]
- 初完投勝利・初完封勝利：2006年4月6日、対千葉ロッテマリーンズ3回戦（大阪ドーム）[115]
- 初ホールド：2010年4月21日、対北海道日本ハムファイターズ4回戦（京セラドーム大阪）、7回表に3番手で救援登板、2回無失点[116]
- 初セーブ：2010年7月28日、対北海道日本ハムファイターズ16回戦（スカイマークスタジアム）、8回表二死に2番手で救援登板・完了、1回1/3を無失点[117]

打撃記録
- 初安打：2006年6月9日、対横浜ベイスターズ4回戦（横浜スタジアム）、6回表に土肥義弘から中前安打[118]

節目の記録
- 100ホールド：2013年5月26日、対読売ジャイアンツ2回戦（東京ドーム）、9回裏に4番手で救援登板、1回無失点
- 100セーブ：2016年4月24日、対千葉ロッテマリーンズ5回戦（QVCマリンフィールド）、9回裏に4番手で救援登板・完了、1回無失点 ※史上27人目[119]
- 500試合登板：2017年4月25日、対埼玉西武ライオンズ3回戦（ほっともっとフィールド神戸）、9回表に5番手で救援登板・完了、1回無失点 ※史上97人目[120]
- 150セーブ：2017年8月27日、対埼玉西武ライオンズ20回戦（メットライフドーム）、9回裏に7番手で救援登板・完了、1回1失点 ※史上13人目[21]
- 1000投球回：2021年9月3日、対福岡ソフトバンクホークス18回戦（福岡PayPayドーム）、9回裏一死目にアルフレド・デスパイネを空振り三振 ※史上360人目、578試合目での達成は歴代2位の遅さ[121]
- 600試合登板：2022年4月9日、対千葉ロッテマリーンズ2回戦（ZOZOマリンスタジアム）、9回裏に3番手で救援登板・完了、1回無失点[122]※史上42人目[123]
- 200セーブ：2022年6月2日、対横浜DeNAベイスターズ3回戦（横浜スタジアム）、9回裏に3番手で救援登板・完了、1回無失点 ※史上7人目[124]
- 150ホールド：2022年9月13日、対東北楽天ゴールデンイーグルス22回戦（楽天生命パーク宮城）、11回裏に6番手で救援登板、1回無失点 ※史上12人目[125]
- 250セーブ：2025年4月3日、対千葉ロッテマリーンズ2回戦（ZOZOマリンスタジアム）、9回裏に5番手で救援登板・完了、1回無失点 ※史上4人目[126]
- 700試合登板：2025年4月9日、対福岡ソフトバンクホークス2回戦（京セラドーム大阪）、9回表に5番手で救援登板、0回1/3で4失点[127]

その他の記録
- 月間11セーブ：2014年3・4月 ※パ・リーグタイ記録
- 100セーブ100ホールド ※史上3人目[119]
- 200セーブ150ホールド ※史上2人目、パ・リーグ史上初[125]
- 同一球場通算100セーブ：2024年4月9日：対東北楽天ゴールデンイーグルス1回戦（京セラドーム大阪）、9回表に5番手で救援登板、1回無失点 ※史上7人目[128]
- 1球セーブ：2021年8月13日、対千葉ロッテマリーンズ14回戦（ZOZOマリンスタジアム）、9回裏二死に5番手で救援登板、1/3回無失点 ※史上63人目69度目
- オールスターゲーム出場：6回（2006年、2010年 - 2014年）

#### MLB
初記録
- 初登板：2018年3月29日、対コロラド・ロッキーズ1回戦（チェイス・フィールド）、7回表に3番手で救援登板、1/3回無失点
- 初奪三振：同上、7回表にマイク・トークマンから空振り三振
- 初勝利：2018年4月8日、対セントルイス・カージナルス3回戦（ブッシュ・スタジアム）、7回裏に2番手で救援登板、1回無失点
- 初ホールド：2018年3月30日、対コロラド・ロッキーズ2回戦（チェイス・フィールド）、8回表に4番手で救援登板、1回無失点
- 初セーブ：2018年9月11日、対コロラド・ロッキーズ14回戦（クアーズ・フィールド）、9回裏無死一・三塁の場面に5番手で救援登板、1回無失点

節目の記録
- 100試合登板：2019年5月29日、対コロラド・ロッキーズ戦（クアーズ・フィールド）、6回に3番手で救援登板・完了、1回無失点[129]

#### NPB/MLB通算
節目の記録
- 700試合登板：2021年3月27日、対埼玉西武ライオンズ2回戦（メットライフドーム）、8回裏に2番手で救援登板、1回無失点[130]
- 200セーブ：2022年4月26日、対北海道日本ハムファイターズ4回戦（東京ドーム）、10回裏に5番手で救援登板・完了、1回無失点 ※日本人史上7人目[131]
- 800試合登板：2023年4月28日、対千葉ロッテマリーンズ3回戦（京セラドーム大阪）、9回表に6番手で救援登板、1回無失点 ※日本人史上11人目[132]
- 200ホールド：2023年5月14日、対福岡ソフトバンクホークス9回戦（京セラドーム大阪）、9回表に5番手で救援登板、1回無失点[133]
- 250セーブ：2023年10月2日、対北海道日本ハムファイターズ25回戦（京セラドーム大阪）、9回表に3番手で救援登板・完了、1回無失点 ※日本人史上4人目[134]

その他の記録
- 日米通算200セーブ200ホールド ※史上初[133]
- 日米通算250セーブ200ホールド ※史上初[134]

### 背番号
- 16（2006年 - 2017年、2021年 - ）
- 66（2017年WBC、2018年 - 2019年）
- 6（2020年）

### 登場曲
- 「Microphone Baller」森下雄一郎
- 「中盤戦 feat. Mummy-D」KREVA

### 代表歴
- 2017 ワールド・ベースボール・クラシック日本代表

## 著作
- 『地味を笑うな』(ワニブックス、2020年5月10日) ISBN 978-4847099113